# Llista de rius de Tunísia
Aquesta és una llista de rius i uadis de Tunísia. La llista està ordenada per conques de drenatge, amb els respectius afluents sagnats sota el nom del curs principal.

## Costa Nord
- Oued Zouara
- Oued Sejenane
  - Oued Zitoun
- Oued Joumine
- Oued Tine
- Oued Medjerda
  - Oued Siliana
  - Oued Tessa
  - Oued Mellègue
    - Oued Sarrath
- Oued Miliane
  - Oued el Hamma

## Costa est
- Oued el Hadjar
- Oued Lebna
- Oued Chiba
- Oued Nebhana
- Oued Zeroud
  - Oued Merguellil
  - Oued el Hattab
  - Oued el Hajel
    - Oued el Fekka
- Oued el Leben

## Interior
- Oued el Melah
  - Oeud Sefioune
    - Oued el Kebir
- Oued Jeneien